# تيكن: ثأر الدم
تيكين: ثأر الدم ((باليابانية: 鉄拳 ブラッド ベン ジェンス)، وهي بالأحرف اللاتينية: Buraddo Benjensu) هو فيلم ياباني للرسوم المتحركة ثلاثية الأبعاد مقتبسة من سلسلة لعبة الفيديو تيكين، التي تنتجها وتوزيعها ايس للترفيه.عرض الفيلم لأول مرة في أمريكاالشمالية بتوزيع بانداي في 26 تموز 2011، وأستراليا في 27 تموز، 2011 وفي 3 أيلول، 2011 في اليابان.كما صدر الفيلم على أقراص Blu - ray بتاريخ 22 نوفمبر، 2011 بالولايات المتحدة الأمريكية، و1 ديسمبر 2011 في اليابان كجزء من حزمة تيكين المختلطة. كما تم طرح هذا الفيلم على أقراص دي في دي في 22 نوفمبر 2011.

## وصلات خارجية
- الموقع الرسمي
 (web archive)
- تيكن: ثأر الدم على موقع IMDb (الإنجليزية)
- تيكن: ثأر الدم على موقع ألو سيني (الفرنسية)
- تيكن: ثأر الدم على موقع أول موفي (الإنجليزية)
- تيكن: ثأر الدم على موقع فيلمافينيتي (الإسبانية)
- تيكن: ثأر الدم على موقع قاعدة بيانات الفيلم (الإنجليزية)
- تيكن: ثأر الدم على موقع ليتربوكسد (الإنجليزية)
- تيكن: ثأر الدم على موقع كينوبويسك (الروسية)
- تيكن: ثأر الدم على موقع ANN anime (الإنجليزية)
- تيكن: ثأر الدم  في شبكة أخبار الأنمي